# Spiranthes romanzoffiana
Spiranthes romanzoffiana es una especie de orquídea perteneciente al género Spiranthes, nativa de los Estados Unidos.
Fue descrita por Chamisso durante la expedición Romanzov en 1828  y fue nombrada en honor de  Rumyantsev  que la financió.

## Nombre común
- Alemán:Romanzoffs Drehwurz
- Español:Trenzas de damas moñuda
- Inglés:Irish Lady's-tresses

## Sinonimia
- Gyrostachys romanzoffiana (Cham.) MacMill. (1892)
- Orchiastrum romanzoffianum (Cham.) Greene (1894)
- Ibidium romanzoffianum (Cham.) House (1906)
- Triorchis romanzoffiana (Cham.) Nieuwl. (1913)
- Neottia gemmipara Sm. (1828)
- Spiranthes gemmipara (Sm.) Lindl. (1829)ç
- Gyrostachys gemmipara (Sm.) Kuntze (1891)
- Gyrostachys stricta Rydb. (1900)
- Ibidium strictum (Rydb.) House (1905)
- Spiranthes stricta (Rydb.) A. Nelson (1909)
- Triorchis stricta (Rydb.) Nieuwl. (1913)